# KBS 뉴스 9 대전·세종·충남
《KBS 뉴스 9 대전·세종·충남》은 KBS 대전 1TV에서 매주 평일 오후 9시 30분, 주말 오후 9시 10분에 방송 중인 대전 세종 충남 지역 메인 뉴스 프로그램이다.

## 개요
KBS 대전 9시 뉴스로 읽는다.

## 앵커
| 대수 | 앵커         | 앵커   | 진행 기간                          | 비고                               |
| 대수 | 남성         | 여성   | 진행 기간                          | 비고                               |
| ---- | ------------ | ------ | ---------------------------------- | ---------------------------------- |
| 1대  | 김진원       | 빈칸   | 1999년 ~ 2003년                    |                                    |
| 2대  | 방석준       | 빈칸   | 2003년 ~ 2005년 4월 29일           |                                    |
| 3대  | 박종오       | 전유미 | 2005년 5월 2일 ~ 2008년 7월 11일   | [ 1 ] [ 2 ]                        |
| 4대  | 유진환       | 손지화 | 2008년 7월 14일 ~ 2009년 12월 4일  | [ 3 ]                              |
| 5대  | 박해평       | 손지화 | 2009년 12월 7일 ~ 2011년 12월 30일 |                                    |
| 6대  | 박종오       | 손지화 | 2012년 1월 2일 ~ 2013년 10월 18일  |                                    |
| 7대  | 박장훈       | 손지화 | 2013년 10월 21일 ~ 2015년 10월 2일 |                                    |
| 8대  | 유진환       | 손지화 | 2015년 10월 5일 ~ 2016년 3월 25일  |                                    |
| 9대  | 유진환       | 최연수 | 2016년 3월 28일 ~ 2016년 5월 6일   |                                    |
| 10대 | 유진환       | 전유미 | 2016년 5월 9일 ~ 2016년 9월 30일   | [ 4 ]                              |
| 11대 | 박해평       | 전유미 | 2016년 10월 3일 ~ 2018년 4월 27일  | [ 5 ] [ 6 ] [ 7 ]                  |
| 12대 | 양민오       | 전유미 | 2018년 4월 30일 ~ 2020년 8월 28일  |                                    |
| 임시 | 양민오       | 손지화 | 2020년 8월 31일 ~ 2020년 9월 4일   |                                    |
| 13대 | 양민오       | 맹수지 | 2020년 9월 7일 ~ 2020년 10월 2일   |                                    |
| 14대 | 최선중       | 맹수지 | 2020년 10월 5일 ~ 2021년 2월 26일  |                                    |
| 15대 | 김빅토리아노 | 한보선 | 2021년 3월 1일 ~ 2021년 8월 13일   |                                    |
| 16대 | 양민오       | 빈칸   | 2021년 8월 16일 ~ 2022년 8월 20일  |                                    |
| 17대 | 양민오       | 맹수지 | 2021년 8월 23일 ~ 2022년 2월 28일  |                                    |
| 18대 | 양민오       | 김숙경 | 2022년 3월 1일 ~ 2022년 6월 10일   |                                    |
| 19대 | 박해평       | 김숙경 | 2022년 6월 13일 ~ 2023년 3월 2일   |                                    |
| 20대 | 박연선       | 손지화 | 2023년 3월 6일 ~ 2024년 10월 11일  | [ 10 ] [ 11 ] [ 12 ] [ 13 ] [ 14 ] |
| 21대 | 황정환       | 손지화 | 2024년 10월 14일 ~ 현재            | [ 15 ] [ 16 ]                      |

## 경쟁 프로그램
- MBC 뉴스데스크 대전·세종·충남 (대전MBC TV)
- TJB 8 뉴스 (TJB TV)